# Ellen Ann Willmott

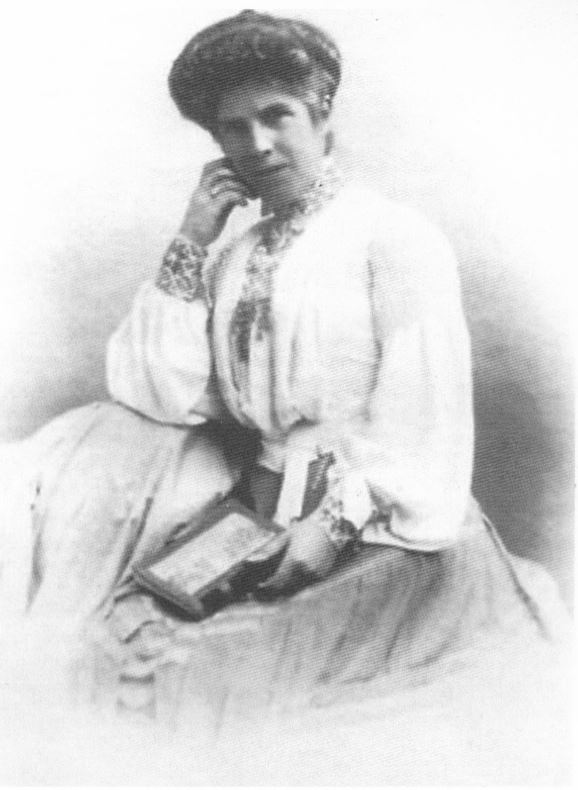
Ellen Willmott, ca. 1900

Ellen Ann Willmott (* 1858 in Spring Grove, Heston, Middlesex; † 27. September 1934 in Warley) war eine englische Pflanzenkennerin und Fotografin. Ihr botanisches Autorenkürzel lautet „E.Willm“.

## Leben
Ellen Willmott war die älteste Tochter des Notars Frederick Willmott (1825–1892) und seiner Ehefrau Ellen Tasker († 1898). Frederick Willmott, der Sohn eines Apothekers aus Southwark, kam durch Aktien und Immobilienspekulationen zu Geld. Er konvertierte bei der Hochzeit, und die drei Töchter wurden im katholischen Glauben erzogen. Ada, die jüngste Tochter, verstarb 1872. Ellen und Rose wurden im Konvent von Gumley House in Isleworth erzogen.

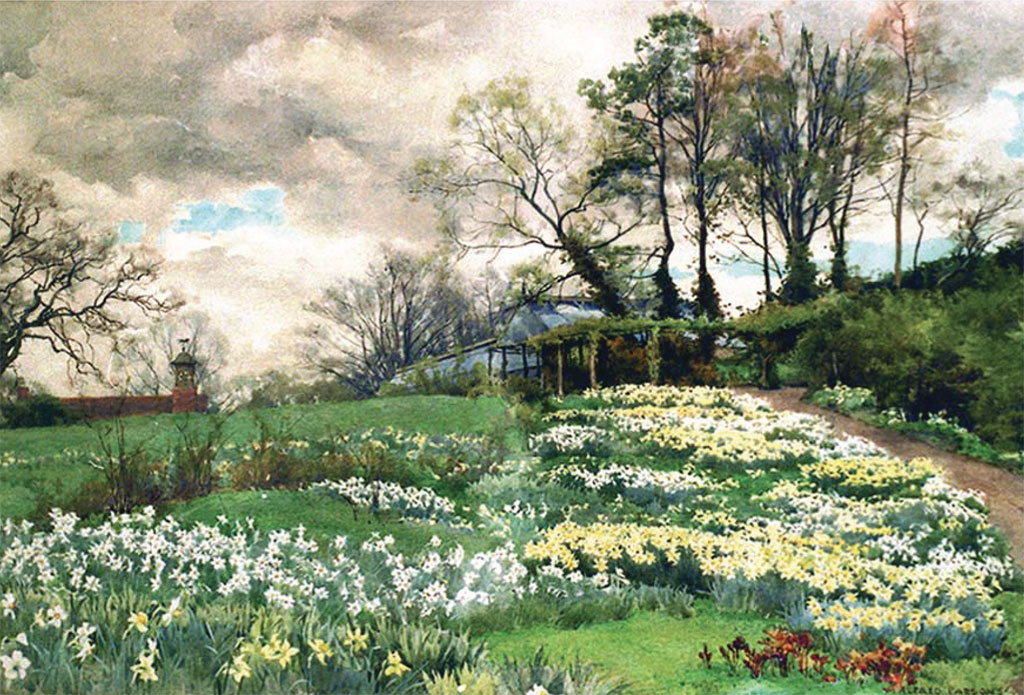
Die Narzissen im Garten von Willmott Hall auf dem Gemälde Warley Place (ca. 1906) von Alfred Parsons

1876 zog die Familie nach Warley Hall in Essex, das Frederick Willmott am 4. Oktober 1875 ersteigert hatte. Zu dem Haus gehörten 13 Hektar Landbesitz. Das im Queen-Anne-Stil errichtete Haus wurde unter Willmott grundlegend umgebaut, unter anderem wurden ein Wintergarten und eine Bibliothek angebaut. Ellen ließ mit Erlaubnis ihres Vaters durch Richard Potter von der Firma James Backhouse & Son aus York einen ausgedehnten Steingarten anlegen, wofür Steine aus Yorkshire herbeigebracht wurden. Sie interessierte sich besonders für Narzissen und stand mit zahlreichen Züchtern in Korrespondenz.
Da Ellen Willmott Sr. unter Rheumatismus litt, suchte die Familie zahlreiche Badeorte im In- und Ausland auf. Das französische Aix-les-Bains besuchten die Schwestern später auch ohne Begleitung ihrer Eltern.
Von ihrer Tante Helen Ann Tasker erbte Ellen Willmott 1888 ein Vermögen von 140.000 Pfund, was sie finanziell unabhängig machte.
Sie war eine begabte Musikerin und drechselte in ihrer Freizeit.
Mit ihrer Schwester Rose, die 1881 Robert V. Berkeley geheiratet hatte, erwarb Ellen Willmott 1890 einen Landsitz in Tresserve bei Aix-les-Bains und ließen ihn aufwendig umbauen und ausstatten. Im Garten befanden sich unter anderem 11.00 Rosenpflanzen. Rose besuchte Tresserve 1897, nach dem frühen Tod ihrer zweiten Tochter Rosamond, danach scheinen ihre Aufenthalte seltener geworden zu sein. Das Haus in Tresserve brannte 1907 ab und war nicht entsprechend versichert. Ellen Willmott baute das Haus großzügig wieder auf, ohne dabei auf Geld zu achten.
1905 kaufte sie ferner das Anwesen Boccanegra bei Ventimiglia in Italien, wo sie auch weniger frostfeste Pflanzen kultivieren konnte. Sie ließ das Anwesen aufwendig terrassieren und mit Zisternen versehen.
Die lange schwerkranke Ellen Willmott Sr. verstarb am 31. Mai 1898 in Warley und wurde in der Kapelle in Thorndon Park begraben. Ihre Tochter wurde wegen Depressionen und Gewichtsverlust mit Methylenblau behandelt. Sie erbte das Gut sowie 70.000 GBP. In Warley legte Willmott nun einen noch ausgedehnteren Garten an, der zahlreiche Pflanzensammlungen enthielt, neben Narzissen vor allem von Epimedium, Efeu, Iris und Rosen. Zeitweise waren in dem Garten 104 uniformierte Gärtner tätig. Neben dem ausgedehnten Küchengarten wurde ein Bauernhof eingerichtet (Home Farm), wie es auf einem traditionellen Landgut üblich war. Willmott führte ausführliche Gartentagebücher; der Verwaltung ihres Vermögens scheint sie, den Vorurteilen ihrer Zeit folgend, weniger Aufmerksamkeit geschenkt zu haben.
Willmott beteiligte sich an der Finanzierung zahlreicher Forschungsreisen von Botanikern:
- Reise von Anton Kronenburg und Paul Sintenis nach Armenien, Persien und Turkestan im Auftrag der Gebrüder van Tubergen in Haarlem
- Die Reise von Ernest Henry Wilson 1906 nach China mit 200 Pfund[9]
- Reisen von Gerald Davidson von der South Africa Cape Orchard Company in Südafrika, um Pelargonien zu sammeln

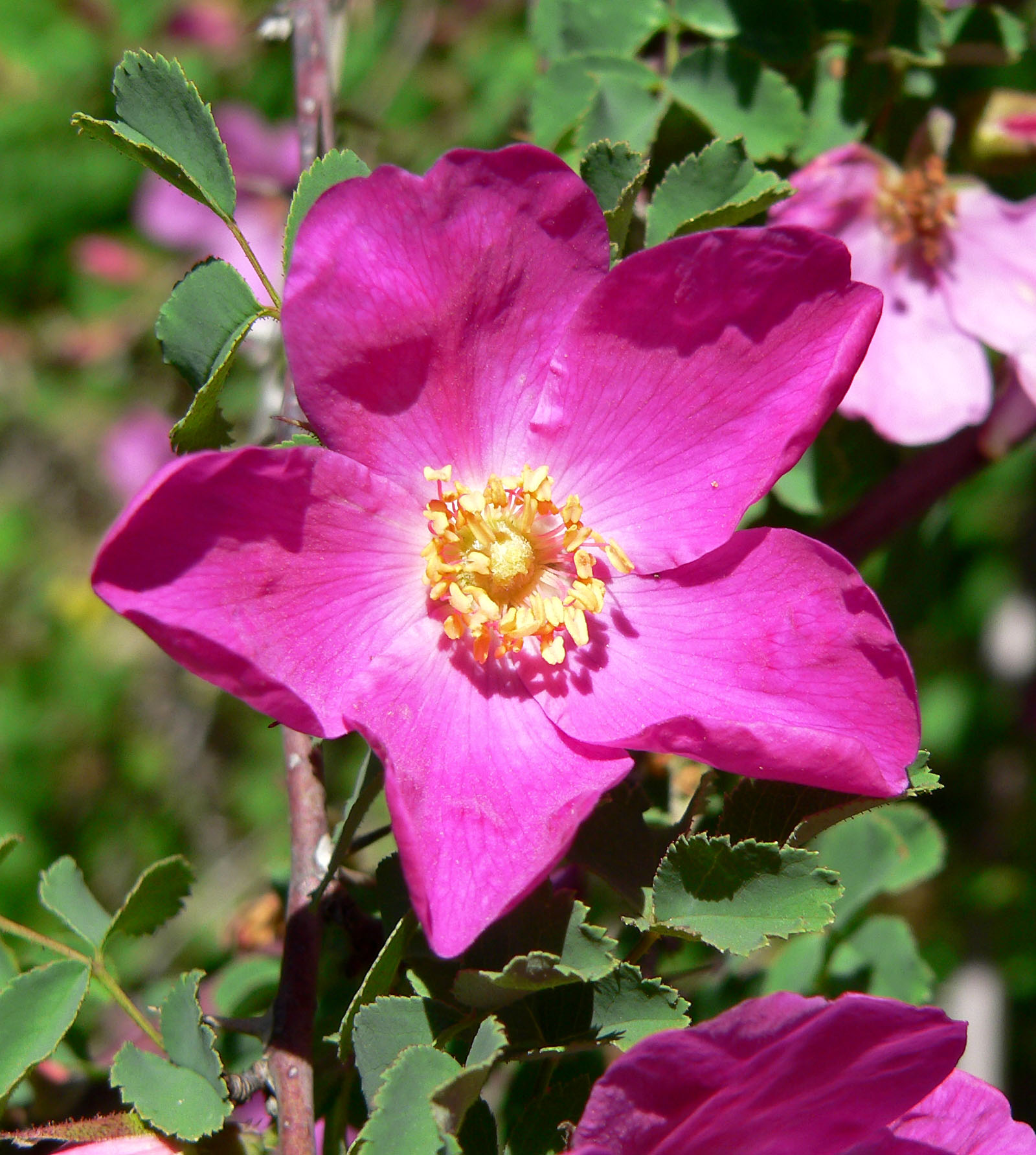
Rosa willmottiae

Viele Arten sind nach ihr oder ihrem Wohnsitz benannt, darunter:
- Ceratostigma willmottianum. Die Samen der Pflanze wurde von Ernest Wilson im Tal des Min in Setschuan gesammelt. Wilmott oder einer ihrer Gärtner brachte zwei Samen zum Keimen; auf die so entstandenen Pflanzen gehen alle Gartenpflanzen dieser Art in Großbritannien zurück.[10]
- Corylopsis willmottiae
- Eryngium giganteum (im Englischen Miss Willmott’s ghost)
- Iris warleyensis
- Paeonia obovata willmottiae
- Primula willmottiae
- Rosa willmottiae

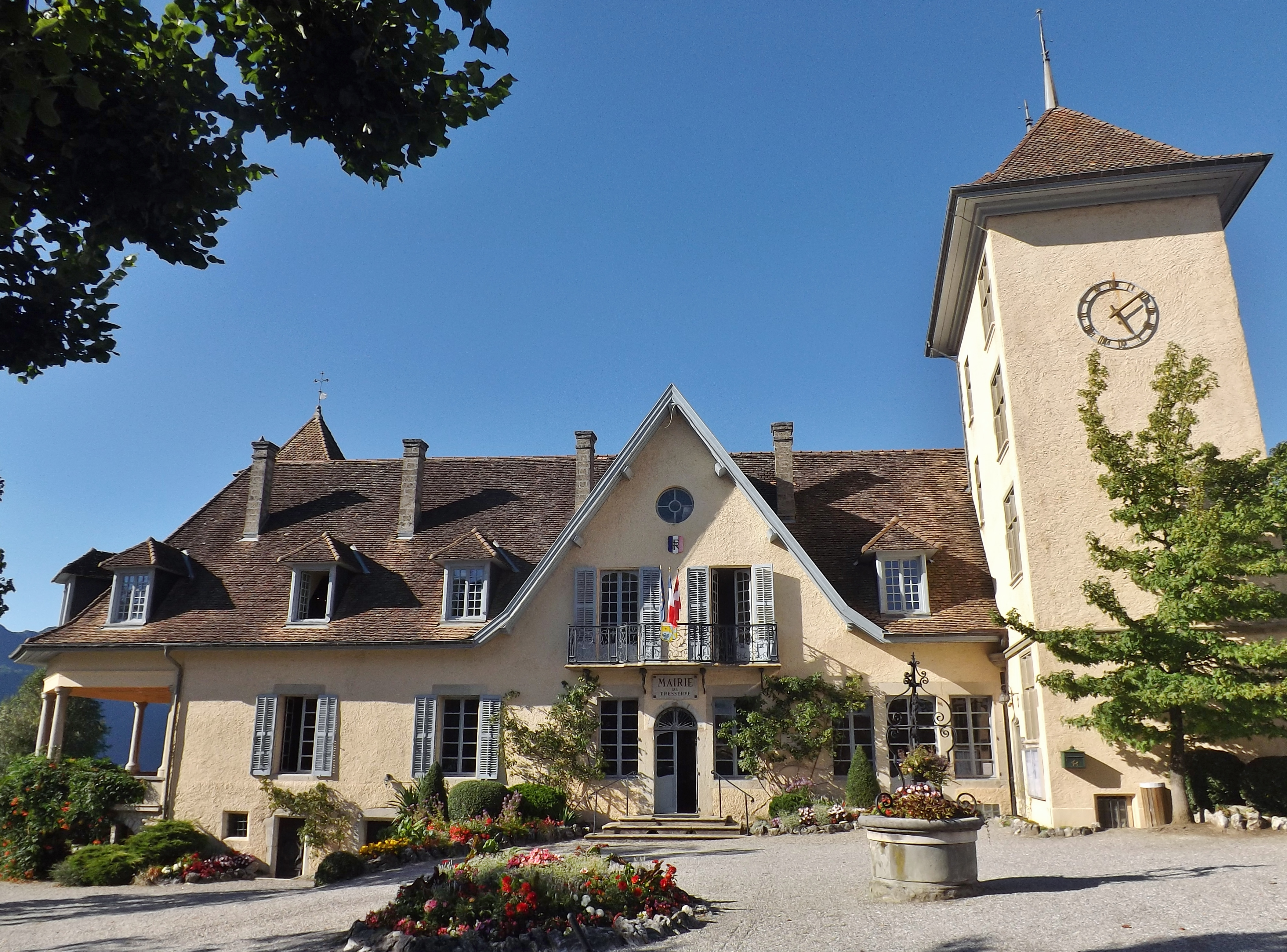
Haus der Willmotts in Tresserve, heute als Rathaus genutzt

Es scheint, dass ihre Finanzen durch einen gewissen Henry Dixson, einen Angestellten im Notariat ihres Vaters, so schlecht verwaltet wurden, dass sie den größten Teil ihres Vermögens verlor, ohne dies zu bemerken. Sie musste 1907 erste Kredite aufnehmen und befürchtete zeitweise, auch Warley zu verlieren. Das Anwesen in Boccanegra verkaufte sie erst 1923 für 10.000 Pfund an John Tremaine, den Eigentümer von Heligan in Cornwall. Das meiste davon dürfte jedoch an Lord Berkeley gegangen sein, der ihr eine Hypothek auf das Anwesen ausgezahlt hatte. Sie ließ Tremaine Pflanzenlisten zukommen, damit er den inzwischen sehr verwilderten Garten wieder herstellen konnte; es ist unbekannt, was dieser tatsächlich durchführen ließ. Der Garten ist aber erhalten und wird heute durch Ursula Piacenza unterhalten.
Willmott verstarb 1934 und wurde im Grab ihres Vaters in der Kathedrale von Brentwood beigesetzt. Ihr Besitz wurde von Sotheby’s versteigert. Teile ihrer Korrespondenz wurden durch die Journalistin Sandra Lawrence in Spetchley (Worcestershire), dem Landsitz ihrer Schwester Rose entdeckt, befanden sich aber in sehr schlechtem Zustand. Der Garten von Warley ist heute Teil eines Naturschutzgebietes und völlig überwachsen. Das Haus wurde 1939 abgerissen, um auf dem Gelände Häuser zu errichten, wozu es aber wegen des Zweiten Weltkriegs nicht kam; die Stallungen wurden im Zweiten Weltkrieg durch eine Bombe zerstört.
Der Garten in Boccanegra ist erhalten und wird heute durch Ursula Piacenza unterhalten.

## Mitgliedschaften
- Royal Horticultural Society 1894. Narcissus (später narcissus and tulip) committee 1897, floral committee (group B) 1930, lily committee 1933.
- Treuhänderin für den Royal Horticultural Society’s Garden, Wisley 1903.
- Linnean Society 1905.
- Mitgründerin der Midlands Daffodil Society, später Daffodil Society, gemeinsam mit John Bennet Poë, George Engelhard, William Wilks, Robert Sydenham und Peter Barr, den wichtigsten britischen Narzissen-Züchtern ihrer Zeit.[5]
- Essex Field Club

## Auszeichnungen
- 1897: Victoria Medal of Honour
- 1912: Grande médaille Geoffroi St Hilaire der Société d’acclimatation de France
- 1924: Dean Hole Medal der National Rose Society

## Publikationen
- Warley Garden in Spring and Summer, 1909.
- The Genus Rosa, 1912. Illustrationen von Alfred Parsons.
- Zahlreiche von Willmotts Fotografien wurden in Gartenzeitschriften publiziert.